# George Mulock
Captain George Francis Arthur Mulock (* 7. Februar 1882 in Fleetwood, Lancashire; † 26. Dezember 1963 in Gibraltar) war ein britischer Marineoffizier und Polarforscher.

## Leben
Mulock wurde 1882 in Fleetwood als Sohn von George und Jane Mulock geboren. Sein Vater war Ingenieur. Er besuchte später eine Schule in Stanmore Park und das Britannia Royal Naval College in Dartmouth. An Bord der HMS Triton erhielt er dann seine Ausbildung zum Schiffs-Inspekteur.

## Antarktische Forschungen
1902 wurde er Besatzungsmitglied auf der SY Morning, einem Versorgungsschiff für die Discovery-Expedition vun Robert Falcon Scott. Er wurde dann aber von Scott direkt angeheuert und fuhr als 3. Offizier auf der Discovery mit. Für die Teilnahme an der Expedition, die von 1901 bis 1904 dauerte, erhielt er später die Polarmedaille. Auf eine Teilnahme an der Nimrod-Expedition von Ernest Shackleton 1907 verzichtete er anschließend.
Für seine Leistungen im Ersten Weltkrieg erhielt er später den Distinguished Service Order. 1920 verließ er die Royal Navy und fing als Marine Superintendent bei der Asiatic Petroleum Company in Shanghai an.
Im Zweiten Weltkrieg wurde er wieder in den Kriegsdienst eingezogen und geriet im Februar 1942 in Singapur in japanische Kriegsgefangenschaft, aus der er 1945 entlassen wurde.
Nach Mulock sind das Mulock Inlet und der Mulock-Gletscher in der antarktischen Ross Dependency benannt.